# Edson

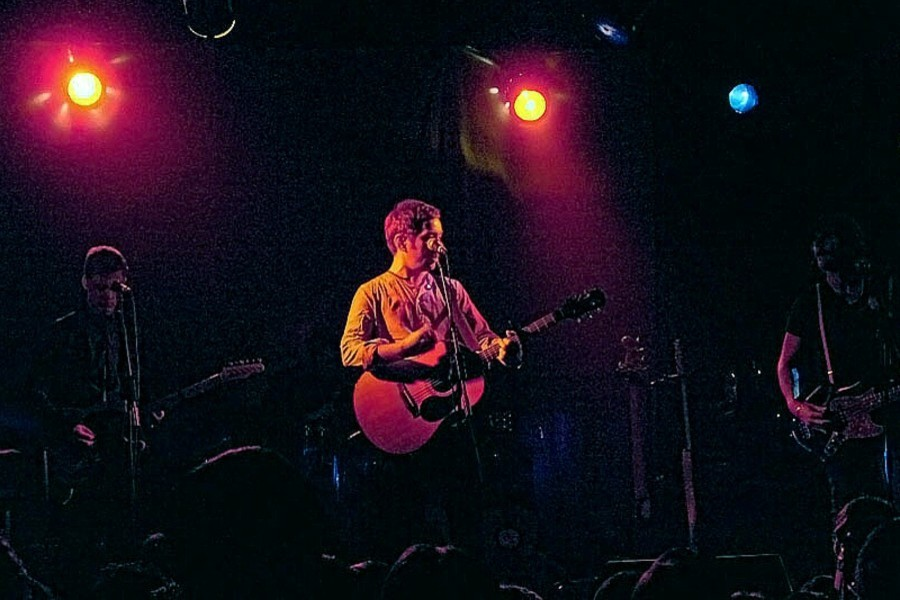
Pelle Carlberg.

Edson är en svensk musikgrupp som skapades av Pelle Carlberg sommaren 1998. Bandnamnet är taget från Pelé (Edson Arantes do Nascimento). Bandet är signerade på det svenska skivbolaget Labrador.

## Medlemmar
- Pelle Carlberg - sång
- Filip Carvell - akustisk gitarr och elgitarr, även sång
- Helena Söderman - flöjt, melodica, munspel, klockspel, wurlitzer och sång
- Mårten Josjö - elgitarr
- Mats Deltin - elbas
- Ulf Lundberg - trummor

## Diskografi

### Album
- Unwind with Edson (2001)
- For Strength (2002)
- Every Day, Every Second (2003)

### EP
- Sunday, Lovely Sunday (2000)
- One Last Song About You Know What  (2003)

### Singlar
- 148020 (2003)